# Rūm

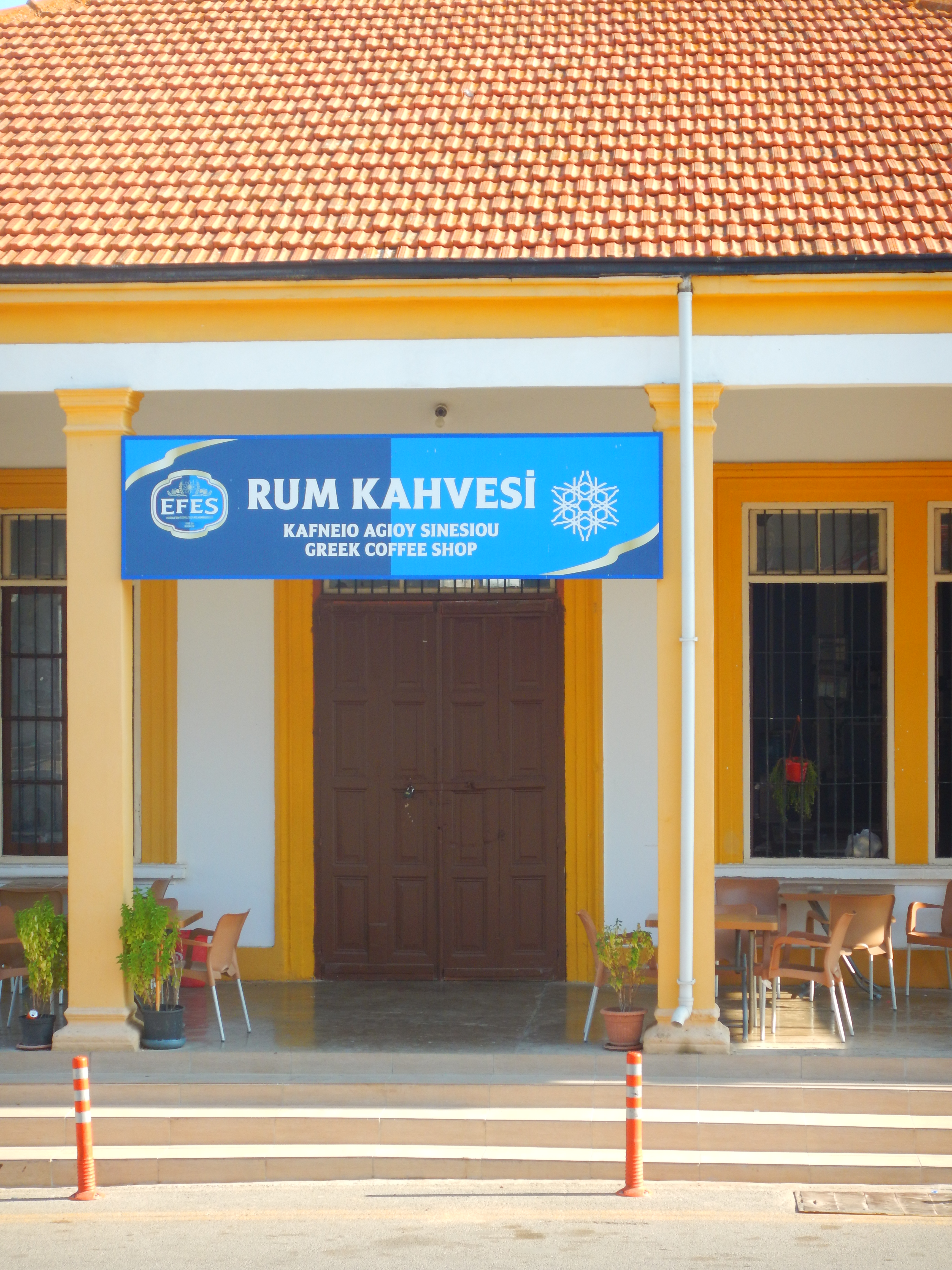
«Cafè dels Rūm» a Rizokàrpasso (Xipre del Nord), freqüentat per la minoria hel·lenòfona

Rum (en àrab الروم, ar-Rūm, nom individual الرومي, ar-rūmī) és el terme utilitzat històricament pels musulmans per referir-se als romans d'Orient i, per extensió, als cristians grecs ortodoxos.
En canvi, per referir-se als cristians d'Occident, de cultura llatina, els musulmans utilitzaven el terme Ifranj, equivalent a ‘francs’.
Rum deriva de Ρωμαίοι (Romei), el nom amb el qual els ciutadans de l'Imperi Romà d'Orient es referien a si mateixos.
Els «turcs de Rum» foren els turcmans i seljúcides que, després de veure's implicats en les disputes feudals entre romans d'Orient, s'havien fet amos i senyors de les zones on havien servit com a mercenaris. Després de la batalla de Mantziciert, els turcs seljúcides ocuparen Anatòlia, on el 1081 Sulayman ibn Kutalmix establí un soldanat amb capital a Iconi (actualment Konya). Aquesta entitat fou el principal adversari dels romans d'Orient a Àsia fins al sorgiment dels otomans.
Els historiadors i geògrafs musulmans de l'edat mitjana utilitzaren el terme genèric Rum per referir-se a les zones geogràfiques dels Balcans i les parts d'Anatòlia que havien pertanyut al Soldanat de Rum.
En segles posteriors, el millet-i Rûm fou el millet grec ortodox. El nom Rum encara es fa servir avui en dia a Turquia per referir-se als ciutadans turcs de cultura grega ortodoxa que vivien abans a l'Imperi Otomà i actualment a la República de Turquia o Xipre del Nord.